# Jörg Bockstorfer
Jörg Bockstorfer (* 15. Jahrhundert in Memmingen; † 16. Jahrhundert) war ein deutscher Maler in Ulm. 
Er wurde in Ulm im Jahr 1499 zur Steuer herangezogen und 1500 in den Büchern als Bürger genannt. 1509 erhielt er eine Zahlung wegen „seiner Arbeit mit dem crucifix ze malen.“ Der Maler Daniel Schüchlin empfahl 1507 Bockstorfer dem Rat zu Nördlingen. Die Stadt Ulm gewährte ihm 1516 und 1521 jeweils fünf Jahre Urlaub von der Stadt Ulm. Er ist vermutlich mit dem Maler Jörg Bochsler, auch Bochser und Boxler, der 1499 in Ulm urkundlich belegt ist, identisch.